# John Watts Young
John Watts Young (24 de setembre de 1930 - 5 de gener de 2018) va ser un dels astronautes que va trepitjar la Lluna durant la missió Apol·lo 16, el 21 d'abril de 1972. Nascut a San Francisco, Califòrnia, i criat en Orlando, Florida, va aconseguir la llicenciatura en enginyeria aeronàutica amb els majors honors en el «Geòrgia Institute of Technology» el 1952. Després de graduar-se es va allistar a la marina dels Estats Units, convertint-se en pilot de caça, i el 1959 a pilot de proves.
Young va gaudir d'una de les més llargues carreres en la història de l'astronàutica nord-americana. Va ser el primer home a volar a l'espai en sis ocasions, dues d'elles cap a la Lluna, i l'únic astronauta a pilotar quatre classes diferents de naus espacials, que inclouen:
 
- Càpsula espacial Gemini (Gemini 3, Gemini 10)
- Mòdul de comandament i servei (Apol·lo 10, Apol·lo 16)
- Mòdul lunar (Apol·lo 16)
- Transbordador espacial (STS-1, STS-9)

 
Va entrar a la NASA el 1962 i va volar al Gemini 3 (juntament amb «Gus Grissom»), Gemini 10 (amb Michael Collins), Apol·lo 10 (amb Thomas P. Stafford i Eugene A. Cernan), Apol·lo 16 (amb Thomas K. Mattingly i Charles M. Duke), STS-1, la primera missió del transbordador espacial i STS-9, el primer vol del Transbordador amb el laboratori espacial Spacelab. Young va ser el primer astronauta del grup 2 a ser seleccionat per a un vol, i va destacar per la circumstància d'aconseguir introduir d'amagat un sandvitx de xòped de vedella en una nau espacial, fet pel qual va ser amonestat.
Young es va entrenar com a pilot de reserva per al vol Gemini 6 abans de volar al Gemini 10, en el qual, com a comandant de la missió, va efectuar el primer acoblament doble de la història de l'astronàutica. Va treballar per a la NASA durant 42 anys, romanent durant tot el temps en la llista d'astronautes actius. Després de dos dècades en tasques administratives per a la NASA, es va retirar el 31 de desembre de 2004 a l'edat de 74 anys.